# Samir Alić
Samir Alić est un humoriste suisse né en 1989 à Zvornik (Bosnie-Herzégovine).  Il est connu pour son humour centré sur la diversité et l'immigration balkanique en Suisse. Il est notamment apparu sur la scène du Montreux Comedy Festival en 2011.

## Biographie
Samir Alić est né en 1989 en Bosnie. En 1995, il quitte ce pays alors en pleine guerre civile pour la Suisse. Ses parents divorcent rapidement et Samir Alić se retrouvent en foyer à 6 ans où les autres enfants se moquent fréquemment de sa petite taille.
Il s'intéresse rapidement au théâtre, notamment en suivant des cours dans les foyers, puis devient comédien, dans le registre comique, à 18 ans,. À cet égard, il utilise sa petite taille et les clichés sur l'immigration balkanique comme mécanismes comiques,. De par son style et son histoire personnelle, les commentateurs suisses le comparent généralement à l'humoriste français Jamel Debbouze.
En 2011, il est invité à participer au Montreux Comedy Festival,,. Il prépare pour 2012 son premier spectacle, « Quel âge tu t’appelles ? », sous la direction de Jean-Luc Barbezat.
S'il utilise la diversité et ses origines bosniennes pour faire rire, l'humoriste est resté proche de ses racines et s'engage dans des projets sociaux pour aider les enfants de son pays natal,. Ainsi, il reverse en 2012 une partie des recettes de ses spectacles à des œuvres caritatives.
Il est également actif sur les réseaux sociaux, notamment YouTube sur lequel il poste des vidéos de sketchs.
À l'automne 2016, Samir Alić se lance dans la création d'un café-théâtre à Lausanne. Son ambition est d'offrir une scène aux jeunes comiques afin qu'ils gagnent en notoriété, à la manière du Jamel Comedy Club. Parallèlement à ce projet, le comédien prévoit de remonter sur scène en 2017 avec un nouveau spectacle.
En 2018, il se fait remarquer en entrant sur la pelouse lors du match de football Suisse - Portugal afin de faire un selfie et d'embrasser le joueur Cristiano Ronaldo.

## Spectacles
- 2013 : Quel âge tu t’appelles ?
- 2017 : Reste  trankill !

### Ressources télévisuelles
- Portrait dans le cadre de l'émission « Mise au point » sur la Radio Télévision Suisse (05.12.2010)
- Portrait dans le cadre du journal d'Arc Info (20.02.2012)